# Ala al-Dawla ibn Ahmad
Ala al-Dawla ibn Ahmad (+ 1410) fou un príncep jalayírida, fill del sultà Ahmad ibn Uways.
El 1393 Tamerlà va atacar altre cop els dominis jalayírides, i a l'agost va arribar a Bagdad, on residia el sultà Ahmad, que va veure que no podia defensar la ciutat per lo que va fugir cap el territori mameluc de Síria; el sultà fou atrapat per un grup de 45 amirs timúrides a la plana de Kerbela el 7 d'octubre de 1393. Ahmad ibn Uways anava acompanyat de 2000 homes i en va enviar 200 cavallers contra els 45 amirs o guerrers; els timúrides van poder rebutjar als enemics però els seus cavalls estaven molt cansats i no els van poder perseguir; era un dia extremadament calorós i la plana no tenia aigua i els timúrides van tenir la sensació que podien morir allí però van aconseguir arribar a l'Eufrates a l'altura de Makhad. Alli no van tardar a fer presoners a membres de la comitiva del sultà deixats enrere, com el fill Ala al-Dawla ibn Ahmad i altres fills i esposes. Tots foren portats al campament imperial. Ahmad va aconseguir arribar a territori mameluc i va rebre asil del sultà Barquq. Tamerlà es va emportar als presoners cap a l'Àsia central i Bagdad va haver de pagar un rescat, però la vida de la majoria dels habitants fou respectada.
Després de la mort de Tamerlà el 1405, els timúrides van acabar alliberant a Ala al-Dawla que va retornar amb el seu pare (1408). Després d'uns dies de descans i diversió a Bagdad fou enviat a Hilla com a governador. A finals de gener de 1409 el príncep va tenir un fill que es va dir Xaikh Hasan
Vers el gener o febrer del 1409, el fill del sultà, Ala al-Dawla Sultan, va trencar amb el seu pare. Ala al-Dawla Sultan estava al seu govern d'Hilla; va sortir d'allí i va anar cap a Arbela i d'allí va entrar a l'Azerbaidjan. El turcman Kara Yusuf, sabent que viatjava sense autorització del pare li va signar una petita pensió i després del mes de Ramadà que va acabar el 25 de febrer va ordenar reconduir-lo al límit de la província. Però una vegada a Khoi, els kurds de Malik Izz al-Din el van detenir i el van portar al seu senyor que el va retenir per dos mesos però Kara Yusuf el va advertir que no tenia autorització paterna i que ell mateix l'havia expulsat i que havia de fer el mateix, i Izz al-Din es va veure obligat a acomiadar al príncep. Aquest va decidir anar amb un anacoreta que vivia a Ardebil i pel camí, prop de Tabriz, fou capturat per bandits i encadenat, quedant ferit de manera considerable a un braç. Finalment fou entregat a Kara Yusuf que el va tancar a la fortalesa de Abd al-Juz.
El 1410 Ahmad va intentar recuperar l'Azerbaidjan que estava en mans del kara koyunlu Qara Yússuf i el juliol va ocupar Tabriz en absència del líder turcman. Però aquest va retornar l'agost i a Asad (prop de Tabriz) va derrotar a Ahmad que fou fet presoner (28 d'agost de 1410) i fou executat l'endemà junt amb el seu fill Ala al-Dawla que estava a la presó d'Abd al-Juz. Els dos foren enterrats a la Dimaixkiya de Tabriz 
Va deixar un fill menor d'edat de nom Husayn ibn Ala al-Dawla que va arribar a ser sultà vers el 1423, i va tenir almenys un altre fill anomenat Xaikh Hasan (nascut vers 1408).